# Alleanza della Libertà del Popolo Unito
L'Alleanza della Libertà del Popolo Unito (in singalese එක්සත් ජනතා නිදහස් සන්ධානය) è una coalizione di partiti dello Sri Lanka. L'attuale leader della coalizione è Mahinda Rajapaksa mentre Susil Premajayantha è il segretario generale.
L'alleanza era formata da:
- Partito della Libertà dello Sri Lanka (Sri Lanka Nidahas Pakshaya)
- Alleanza per l'Unità Nazionale Islamica
- Fronte Nazionale Unito Democratico
- Fronte Popolare di Liberazione (Janatha Vimukthi Peramuna)
- Partito Popolare dello Sri Lanka (Sri Lanka Mahajana Pakshaya)
- Fronte Unito Popolare (Mahajana Eksath Peramuna)
- Partito Popolare di Liberazione Nazionale (Desha Vimukthi Janatha Party)

## Storia
Successivamente, in corrispondenza delle elezioni del 2004 il Partito Comunista dello Sri Lanka ed il Lanka Sama Samaja Party firmarono un memorandum di cooperazione con l'UPFA, cosicché candidati dei due partiti presero parte alla competizione sotto il simbolo della coalizione.
Alle ultime elezioni legislative, tenutesi il 2 aprile 2004 l'alleanza ha conquistato il 45.6% dei suffragi e 105 dei 225 seggi.
Nell'aprile 2005 un partito chiave della coalizione, il JVP, lasciò l'alleanza, rendendo il governo guidato dal presidente Chandrika Kumaratunga un governo di minoranza.
Alle elezioni presidenziali del 2005, il candidato dell'UPFA, Mahinda Rajapaksa, è stato eletto presidente con il 50.29% dei voti.